# Lista över Somalias premiärministrar
Det här är en lista över Somalias premiärministrar. Under perioder då flera regeringar stridit om makten i Somalia anges den eller de premiärministrar som har fått något större internationellt erkännande.
| Namn                            | Period                               | Parti eller regering                                                                  |
| ------------------------------- | ------------------------------------ | ------------------------------------------------------------------------------------- |
| Somalia under FN-styre          |                                      |                                                                                       |
| Abdullahi Issa                  | 1 juli 1949–1 juli 1960              | Somali Youth League (SYL)                                                             |
| Republiken Somalia              |                                      |                                                                                       |
| Muhammad Haji Ibrahim Egal      | 1 juli 1960–12 juli 1960             | SNL                                                                                   |
| Abdirashid Ali Shermarke        | 12 juli 1960–14 juni 1964            | SYL                                                                                   |
| Abdirizak Haji Hussein          | 14 juni 1964–15 juli 1967            | SYL                                                                                   |
| Muhammad Haji Ibrahim Egal      | 15 juli 1967–21 oktober 1969         | SYL                                                                                   |
| Demokratiska republiken Somalia |                                      |                                                                                       |
| Muhammad Haji Ibrahim Egal      | 21 oktober 1969–1 november 1969      | SYL                                                                                   |
| Mohamed Farah Salad             | 1 november 1969–mars 1970            | militär                                                                               |
| Inget sådant ämbete             | mars 1970–1 februari 1987            |                                                                                       |
| Mohamed Ali Samatar             | 1 februari 1987–3 september 1990     | XHKS                                                                                  |
| Muhammad Hawadle Madar          | 3 september 1990–24 januari 1991     | XHKS                                                                                  |
| Umar Arteh Ghalib               | 24 januari 1991–21 juli 1991         | United Somali Congress (USC)                                                          |
| Republiken Somalia              |                                      |                                                                                       |
| Umar Arteh Ghalib               | 21 juli 1991–3 januari 1997          | USC                                                                                   |
| Vakant                          | 3 januari 1997–8 oktober 2000        |                                                                                       |
| Ali Khalif Galaydh              | 8 oktober 2000–28 oktober 2001       | TNG                                                                                   |
| Osman Jama Ali                  | 28 oktober 2001–12 november 2001     | TNG                                                                                   |
| Hassan Abshir Farah             | 12 november 2001–8 december 2003     | TNG                                                                                   |
| Muhammad Abdi Yusuf             | 8 december 2003–3 november 2004      | TNG                                                                                   |
| Ali Muhammad Ghedi              | 3 november 2004–29 oktober 2007      | Federala övergångsregeringen (TFG)                                                    |
| Salim Aliyow Ibrow              | 29 oktober 2007–24 november 2007     | TFG                                                                                   |
| Nur Hassan Hussein              | 24 november 2007–14 februari 2009    | TFG                                                                                   |
| Omar Abdirashid Ali-Sharmarke   | 14 februari 2009 – 21 september 2010 | TFG                                                                                   |
| Abdiwahid Elmi Gonjeh           | 21 september 2010 – 31 oktober 2010  | TFG                                                                                   |
| Mohamed Abdullahi Mohamed       | 31 oktober 2010 – 19 juni 2011       | TFG                                                                                   |
| Abdiweli Mohamed Ali            | 19 juni 2011 – 17 oktober 2012       | TFG (till 20 augusti 2012) Federal Government of Somalia (FGS) (från 20 augusti 2012) |
| Abdi Farah Shirdon              | 17 oktober 2012 – 21 december 2013   | FGS                                                                                   |
| Abdiweli Sheikh Ahmed           | 21 december 2013 – 24 december 2014  | FGS                                                                                   |
| Omar Abdirashid Ali Sharmarke   | 24 december 2014 – 1 mars 2017       | FGS                                                                                   |
| Hassan Ali Khayre               | 1 mars 2017 – 2020                   | FGS                                                                                   |
| Mahdi Mohamed Guleid            | 2020 – 2020                          | FGS                                                                                   |
| Mohamed Hussein Roble           | 2020 –                               | FGS                                                                                   |